# Bernt Ture von zur Mühlen
Bernt Ture von zur Mühlen, auch Bernt-Ture von zur Mühlen (* 6. November 1939 in Danzig; † 16. August 2021 in Frankfurt am Main), war ein deutscher Buchwissenschaftler.

## Leben
Bernt Ture von zur Mühlen studierte nach dem Abitur am altsprachlichen Zug der Berliner Menzel-Schule in Kiel, Erlangen und Berlin (FU) Literatur- und Theaterwissenschaften, Politikwissenschaft und Geschichte. Neben dem Studium besuchte er die Schauspielschule Herma Clement. Nach bestandener Prüfung erhielt er 1963 ein Engagement am Düsseldorfer Schauspielhaus unter Karl-Heinz Stroux.
Im Jahr 1965 beendete er sein Engagement und setzte sein Studium in Frankfurt am Main fort. Nach dem Magister Artium (MA) in Volkskunde sowie dem 1. und 2. Staatsexamen arbeitete er bis zu seiner Pensionierung 2002 als Gymnasiallehrer an einer integrierten Gesamtschule in Oberursel / Ts. Pensionierung im Jahr 2002 als Oberstudienrat.
Von 1974 bis 2014 war Bernt Ture von zur Mühlen nebenberuflich als Dozent für Literatur- und Verlagsgeschichte an den Schulen des Deutschen Buchhandels in Frankfurt am Main tätig.
Ab Mitte der achtziger Jahre veröffentlichte er zahlreiche Artikel, Berichte und Reportagen zum klassischen Antiquariatsbuchhandel in bibliophilen Fachzeitschriften (Aus dem Antiquariat, Börsenblatt, Kunst und Auktionen, Marginalien, Gutenberg-Jahrbuch, Imprimatur u. a.).
Bernt Ture von zur Mühlen verstarb am 16. August 2021. Er wurde auf dem Hauptfriedhof in Frankfurt am Main beigesetzt.

## Publikationen (Auswahl)
- Rainer Dorner, Norbert Abels, Bernt Ture von zur Mühlen: Literatur im Buchhandel: Deutsche Literaturgeschichte vom 18. Jahrhundert bis zur Gegenwart – Grundbegriffe der Poetik – Texte mit Interpretationen. Mit einem Beitrag von Adolf Fink über den Literaturbetrieb (= Edition Buchhandel. Band 1). 3. Auflage. Bramann Verlag, Frankfurt am Main 2005, ISBN 3-934054-23-4.
- Napoleons Justizmord am deutschen Buchhändler Johann Philipp Palm. Bramann Verlag, Frankfurt am Main 2003, ISBN 3-934054-16-1. Vorwort einsehbar: Johann Philipp Palm: Biographie und Rezeption 1806-2006. In: 15. Braunauer Zeitgeschichte-Tage "Unfreiwilliger Held". 22. September 2006, archiviert vom Original am 20. August 2011; abgerufen am 7. April 2007.
- Hoffmann von Fallersleben. Biographie. Wallstein Verlag, Göttingen 2010, ISBN 978-3-8353-0790-2.
- Gustav Freytag. Biographie. Wallstein Verlag, Göttingen 2016, ISBN 978-3-8353-1890-8.
- Georg Heym. Biographie. Vorwort von Patrik von zur Mühle, Iudicium Verlag, München 2022, ISBN 978-3-8620-5637-8